# Delphine de Turckheim
Delphine Malachard des Reyssiers (Parijs, 30 maart 1970) is een Franse actrice, presentator en auteur.

## Biografie

### Jonge jaren
Na een baccalaureaat B aan haar studie aan de Sorbonne, begon Delphine Malachard des Reyssiers een carrière als actrice en model. Ze wijdt zich sinds 1997 aan haar beroep als actrice, tv-presentator en auteur. Ze is een ervaren atleet en beoefent gymnastiek, yoga, skiën, tennis, paardrijden en karate. Ze werd ook getraind in de Actors Studio bij Jack Waltzer, in de Pygmalion-studio in vechtchoreografie. Ze behaalde haar CAPES in het Engels in mei 2017 en geeft sindsdien tegelijkertijd les op een universiteit en middelbare school.

### Carrière
Delphine maakte haar tv-presentatordebuut onder het pseudoniem "Delphine Anaïs", ter vervanging van Nathalie Simon als co-presentator van Intervilles in 1998 op TF1 met Jean-Pierre Foucault, Laurent Mariotte en Julien Courbet. Ze blijft op TF1 voor "Succès" met Julien Courbet en Stéphane Bouillaud, "Drôles de zapping" met Maïtena Biraben, "Drôles de blagues" met Alexandre Debanne, de "Dance d’or 1999" met Olivier in het Palais des Festivals in Cannes en "Abracadabrantesque", met Philippe Bouvard op TF1.
In 2001 vertrok ze naar Los Angeles om te werken en nam ze deel aan de Jay Leno Show op NBC. In 2005 presenteerde ze onder de naam "Delphine de Turckheim" Mon incroyable fiancé op TF1. Op TF6 host en vertaalt ze de “Emmy Awards” live. Op NT1 zal het "Jury de Star" zijn. Op Equidia nemen "Randonneurs d’aventure" haar mee naar alle uithoeken van de wereld; Patagonië, Guyana, Nieuw-Caledonië. Ook deed ze "Sur la piste des docs" en "Casaques". Nog steeds op NT1 presenteert ze "100.000 euros sur la table", een mix van pokerspel en sportieve uitdagingen voor kandidaten en kampioenen.
In 2011 ging ze op OBIWINE-tv met "Un verre de terroir", de 24 grootste Franse wijnboeren interviewen, in hun wijngaarden door het hele land. In 2015/2016 presenteerde ze verschillende "Masterclass"-shows op Equidia. Ook verzorgde ze de motion capture van een rol in het computerspel Terminator III van Attitude.
Op 21 augustus 2018 lanceerde ze haar YouTube-kanaal gewijd aan glutenvrij koken "Vite, une recette! By Delphine", waar ze elke twee weken een nieuw recept plaatst.
In 2019 is ze te vinden op France 2 in het programma "C'est au programme" met Sophie Davant om haar glutenvrije recepten op het programma te koken. In september 2019 is het op C à vous op France 5 dat ze 'een glutenvrije week' kookt voor de gasten live.
Ook schrijft Delphine romans, kookboeken en glutenvrije recepten.

### Politiek
Bij de gemeenteraadsverkiezingen van 2020 in Frankrijk is Delphine Malachard des Reyssiers een kandidaat op de lijst van de vertrekkende burgemeester Les Républicains van het achtste arrondissement van Parijs, Jeanne d'Hauteserre. Aan het einde van de stemming werd ze verkozen tot raadslid voor Parijs.

### Glutenallergie
Omdat ze intolerant is voor gluten (coeliakie) sinds haar kindertijd, is Delphine de ambassadeur van de AFDIAG (Association française des intolérants au gluten) sinds 2008. Ze neemt actief deel aan het bewustzijn oproepen van deze ziekte die ongeveer 150.000 mensen in Frankrijk treft. Deze vereniging vierde haar 20e verjaardag tijdens een uitzonderlijke avond op 16 mei 2009 in het Théâtre des Variétés en vierde haar 30e verjaardag in mei 2019.

## Filmografie

### Films
Inclusief korte films
| Jaar | Titel                 | Rol         |
| ---- | --------------------- | ----------- |
| 2000 | Les 102 dalmatiens    | N/A         |
| 2004 | Les 11 commandements  | N/A         |
| 2012 | La nuit des gendarmes | Gendarme    |
| 2013 | Link 2                | La Ministre |

### Series
| Jaar    | Titel                                    | Rol              | Opmerkingen     |
| ------- | ---------------------------------------- | ---------------- | --------------- |
| 1995    | Le miracle de l'amour                    | Fleur            | 1 aflevering    |
| 1996    | Les nouvelles filles d'à côté            | Nathalie         | 1 aflevering    |
| 1996-99 | Elisa Top Model                          | Rebecca          | 16 afleveringen |
| 1997    | Jamais 2 sans toi                        | Valentine Bis    | 2 afleveringen  |
| 1998    | Les vacances de l'amour                  | Judith Glam      | 1 aflevering    |
| 2005    | Mon incroyable fiancé                    | Host             | Mini-serie      |
| 2006    | Alex Santana, négociateur                | Elsa Banster     | 1 aflevering    |
| 2006    | Je suis une célébrité, sortez-moi de là! | Als zichzelf     | 10 afleveringen |
| 2006    | T'empêches tout le monde de dormir       | Als zichzelf     | 1 aflevering    |
| 2007    | 93 Faubourg Saint-Honoré                 | Als zichzelf     | 1 aflevering    |
| 2009    | Paris 16ème                              | Christelle       | 1 aflevering    |
| 2012    | Le jour où tout a basculé à l'audience   | L'avocate        | 1 aflevering    |
| 2014    | Mafiosa                                  | Gardienne prison | 1 aflevering    |
| 2014    | Est-ce que ça marche?                    | Als zichzelf     | 1 aflevering    |